# Малий барабан

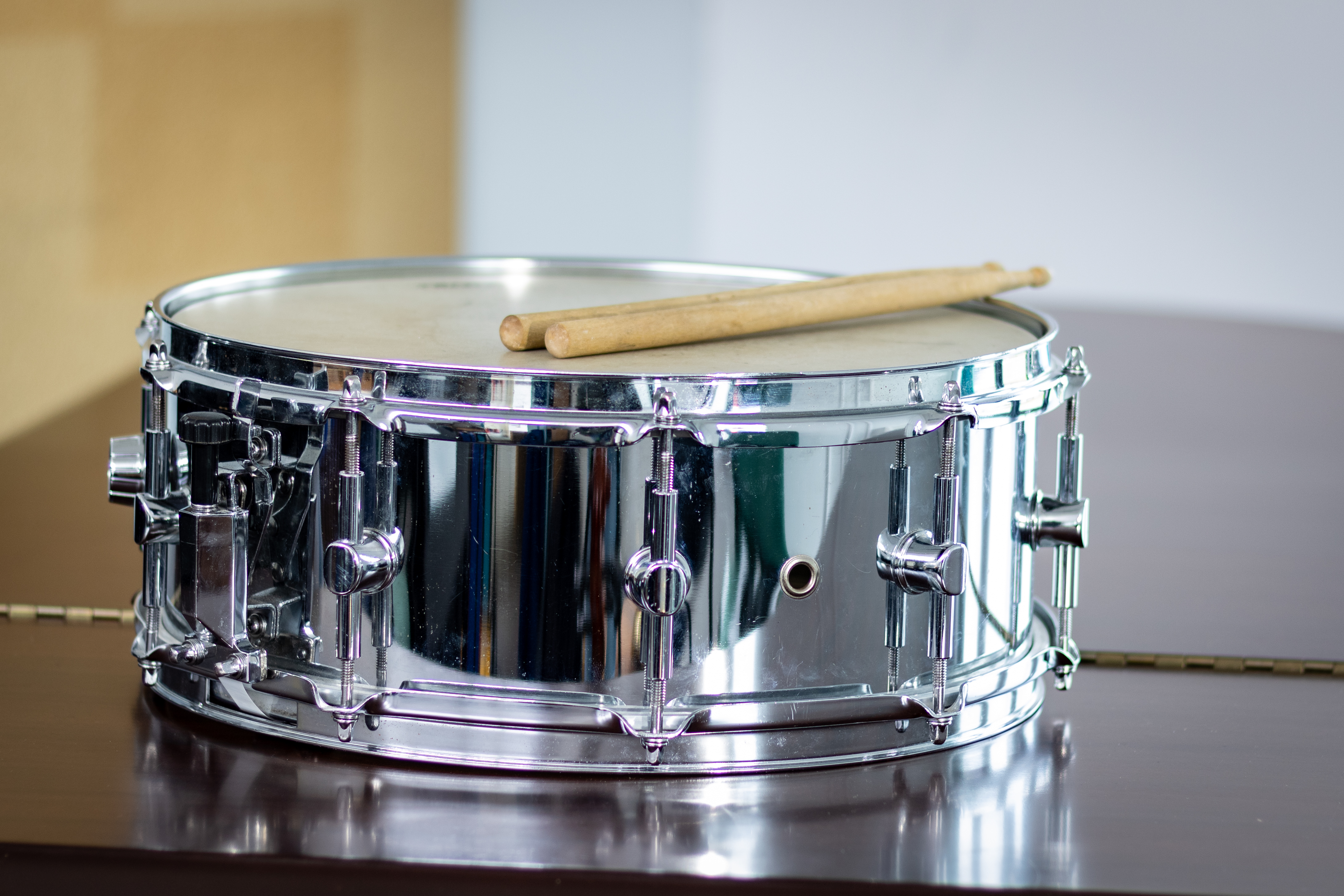
Малий барабан

Ма́лий бараба́н, іноді просто бараба́н — ударний музичний інструмент з двома шкіряними мембранами, натягнутими на низький циліндр. Уздовж нижньої мембрани натягнуті струни (4-10 струн у концертному й до 18 — у джазовому барабані), які надають звуку сухий рокітливий, розкотисто-деренчливий відтінок. При відключенні струн спеціальним важільцем цей характерний тріск зникає.
Грають на ньому двома дерев'яними паличками зі стовщеннями на кінцях. Характерним прийомом гри є барабанний дріб, що являє собою швидке чергування ударів паличками по інструменту. У джазі застосовуються також удари по обідку, гра пальцями, долонями обох рук. Використають набір малих барабанів різних розмірів, при грі — ставлять на підставки (у духовому оркестрі (на марші) — носять на ремені на рівні пояса). В оперний і симфонічний оркестри малий барабан уведений в XIX столітті; часто використається у військових сценах.
В ударній установці малий барабан (називається також робочим барабаном, англ. snare drum) є одним з найголовніших інструментів ритмічної секції.
Так званий «піонерський барабан» аналогічний малому барабану, але меншого розміру.
- Гра на барабані з піднятими струнами (струни резонують) 53 KBⓘ
- Гра на барабані з опущеними струнами (струни не резонують) 37 KBⓘ
- Гра по обідку барабана, 46 KBⓘ